# Pxxr Gvng
Pxxr Gvng (es llegeix Poor Gang, la colla dels pobres) és un grup de trap format per Dani Gómez (de Carabanchel), Yung Beef i Khaled (d'Albaicín, Granada) i Steve Lean (de Barcelona), que barreja diferents estils urbans: trap, reggaeton, bass music, l'autotune, el rap i l'electrònica llatina. Abans de formar el grup, cada integrant produïa la seva pròpia música i la penjava a Internet com a entreteniment fins que el 2014 els quatre membres es van establir a Barcelona i van començar a produir música a un nivell més professional de forma conjunta, sorgint així Pxxr Gvng.